# Franz Justus Kortholt

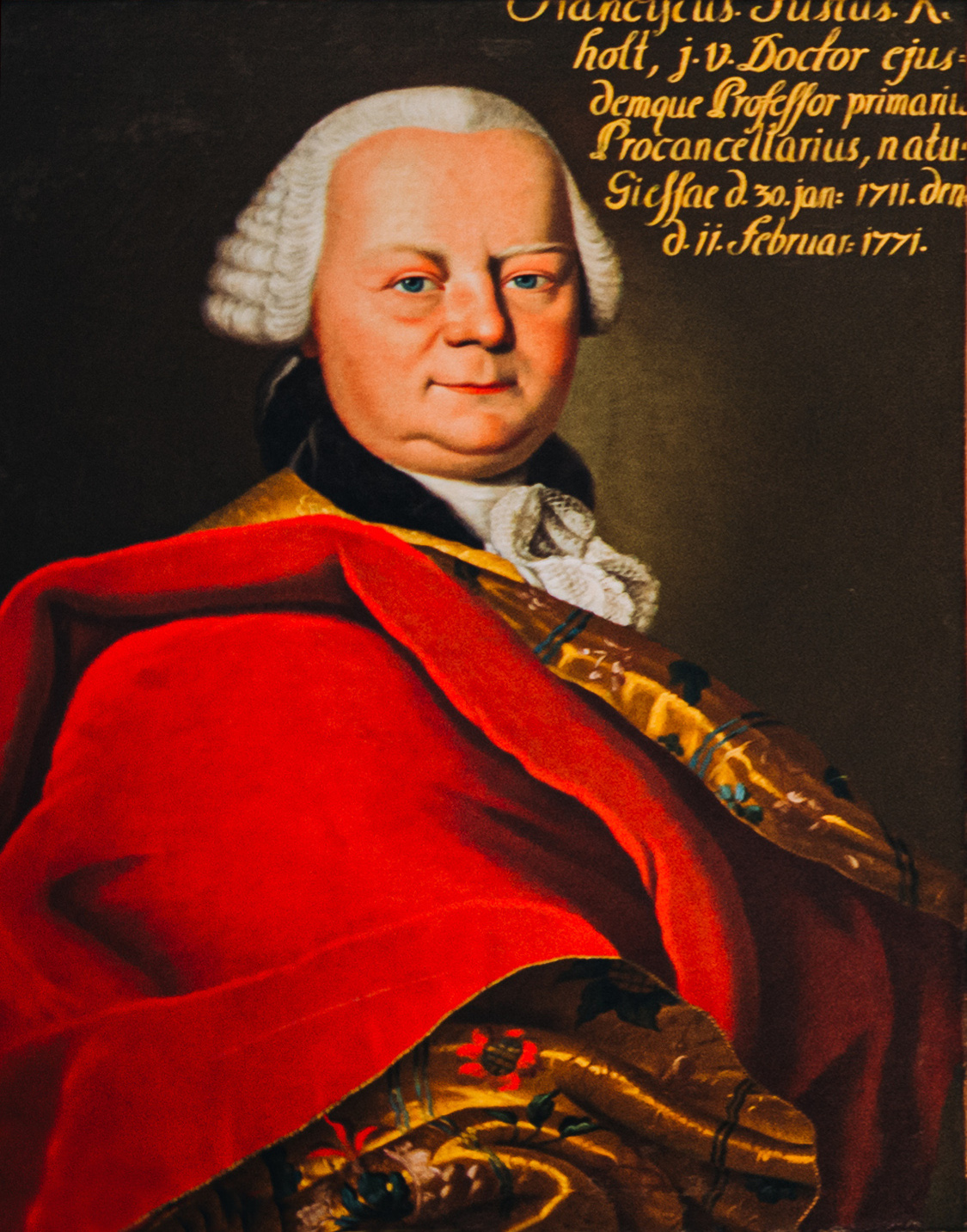
Franz Justus Kortholt in der Gießener Professorengalerie

Franz Justus Kortholt (* 30. Januar 1711 in Gießen; † 11. Februar 1771 ebenda) war ein deutscher Jurist und Hochschullehrer an der Universität Gießen.

## Beruflicher Werdegang
Franz Justus Kortholt stammte aus einer ursprünglich schleswigschen Professorenfamilie. Der Großvater, Christian Kortholt der Ältere, war Professor der Theologie und Prokanzler in Kiel, der Vater, Matthäus Nicolaus Kortholt (1674–1725), ordentlicher Lehrer der Wohlredenheit und Dichtkunst zu Gießen, der Onkel, Sebastian Kortholt (1675–1760), Professor der Eloquenz in Kiel, dessen Sohn Christian Kortholt der Jüngere Professor der Theologie und Pastor in Göttingen.
Kortholt erhielt auf dem Pädagogium in Gießen eine gediegene Vorbildung und wurde 1727 als Gießener akademischer Bürger immatrikuliert. 1730 hielt er bei dem 2. Jubelfest der Augsburger Confession die Festrede in lateinischen Versen, später (1731 und 1732) zwei Disputationen, von denen die zweite „De Conrado Marpurgensi clarissimo XIII saeculi viro“ handelte. Von 1736 bis 1738 als Hofmeister im Hause des kaiserlichen Kammergerichtsbeisitzers Freiherr von Ulmenstein in Wetzlar beschäftigt, hatte er Gelegenheit, das kammergerichtliche Verfahren aus Akten und Relationen praktisch kennen zu lernen. 1738 wurde er in Gießen Advokat und Procurator ordinarius, hielt nebenbei geschichtliche und rechtswissenschaftliche Vorlesungen und erwarb im selben Jahre durch eine den Hanauischen Successionsstreit berührende Probeschrift den Doktorhut.
1739 wird er in Wien als Sekretär des kaiserlichen Reichshofrates Graf von Sayn-Wittgenstein. Kortholts Aufenthalt in Wien war jedoch von kurzer Dauer, da der Graf nach dem Tode Kaiser Karls VI. († 20. Oktober 1740) seine Stelle niederlegte und sich auf seine Güter nach Berleburg zurückzog, wohin ihm Kortholt als gräflicher Regierungsassessor folgte. Auch diese Stelle bekleidete er nicht lange, denn im Frühjahr 1741 erhielt er den Ruf als Professor der Eloquenz und Poesie nach Gießen, und eröffnete er dort seine Vorlesungen am 22. Juni 1741 mit einer Rede „De commodis jurisprudentiae ab eloquentia exspectandis“.
1742 erhielt er auch eine außerordentliche Professur der Rechte, und 1743 ein vorteilhaftes Anerbieten nach Kiel als Kanzleirat und Professor des deutschen Privatrechts. Kortholt hatte Lust nach Kiel überzusiedeln, bekam jedoch die erbetene Entlassung aus dem hessischen Staatsdienste nicht, dagegen 1755 den 4. ordentlichen Lehrstuhl der Rechtswissenschaft, von dem er schließlich bis zum 1. hinaufrückte; außerdem wurde Kortholt 1745 mit dem akademischen Syndikat, 1755 mit dem Titel eines Hofrats und 1764 mit dem Vizekanzleramt bei der Universität ausgezeichnet.
Kortholt wurde von Zeitgenossen einstimmig als gründlicher und eifriger Dozent, als beliebter Lehrer und als aufrichtiger und zuvorkommender Amtsgenosse gepriesen. Sein literarischer Nachlass besteht aus einer stattlichen Reihe von Dissertationen, Gelegenheitsreden, Programmen und in deutscher Sprache abgefassten Deduktionsschriften. Kortholts beste Arbeiten befassen sich mit dem deutschen Staatsrecht, in dem er eine „vorzügliche Stärke besaß“.